# DoDoU
DoDoU (La Plata, c. 1960) es el seudónimo de una artista pionera dentro del neo-minimalismo en Argentina.

## Carrera

### Estudios e influencias
Nació en Argentina y se formó en diversas áreas como la medicina, la filosofía oriental, la música y las artes visuales. Activa desde la década de 1990, su arte se ubica dentro del neo-minimalismo, Neo-geo, desarrollando un concepto de escultura que combina elementos de pequeño formato, principalmente tizas, yeso, carbonillas y maderas. Su obra se compone principalmente de esculturas, aunque también ha experimentado con textiles, pintura y grabado. Son obras de gran poder de impacto con elementos de uso cotidiano, y un acabado muy prolijo en cada una de las piezas. En muchas de sus obras se puede apreciar el efecto dual y el uso del espacio vacío entre dos elementos estructurales, vinculado a conceptos de la cultura oriental.Con el paso del tiempo, sus obras empezaron a acercarse más a la idea de la abstracción y del expresionismo abstracto: superficies all over, distintos formatos, y la reducción del color a un cromatismo cada vez más limitado que principalmente utiliza el blanco y negro, en cercanía con los conceptos del minimalismo.

### Universo DoDoU
Miembro de la National Sculpture Society de Nueva York (Estados Unidos), luego de décadas de trabajo en su taller, DoDoU decidió dedicarse exclusivamente y por tiempo completo a la escultura. En septiembre de 2019, se realizó la presentación formal de Universo DoDoU en la Galería F/O situada en Caminito.Ese fue el primer contacto del público con sus obras. Uno de los hechos más curiosos de esa primera exposición fue la admiración y comunión entre el público infantil con la obra, probablemente por la sorpresa de encontrarse con muchas de sus esculturas realizadas en tiza, un material que vincula a los niños con la enseñanza y con el aula. A lo largo de los días, muchos artistas visuales entraron en contacto y descubrieron su obra en el barrio porteño de La Boca. En el programa de mano, el artista italiano Roberto Pagnani dijo sobre la obra de DoDoU:

“Puedo decir brevemente que me llamó la atención su naturaleza orgánica y arquitectónica, en la cual la multiplicidad de las diversas unidades que componen sus estructuras se transforman en situaciones diferentes y siempre nuevas que interactúan perfectamente con el espacio y la luz. Son obras de arte que logran cohabitar el contenido con el contenedor, en el sentido de que tienen un alma doble que las hace similares, como en el campo de las matemáticas, a un cálculo binario”.

En los siguientes años, participa de distintas exposiciones virtuales colectivas en Argentina y en el exterior del país. Uno de sus primeros trabajos textiles fue su obra Quijano / Quijote inspirada en el personaje de Don Quijote de la Mancha creado por el autor complutense Miguel de Cervantes Saavedra. En el texto que acompañaba la obra, se citaba un extracto de la poesía Sueña Alonso Quijano del escritor argentino Jorge Luis Borges. En la obra Quijano / Quijote, DoDoU representa el equilibrio de las dos caras de un mismo sueño. Dicha obra fue seleccionada para participar en el Centro Argentino de Arte Textil y en el V Encuentro de Arte Textil en Zaragoza donde incluso estuvo dentro de la exhibición de artistas en línea que se presentaban en la sala virtual de la galería española.

### Transición
En abril de 2022 se presentó Transición, su nueva exposición individual en la Galería IreneMelilloArte de la ciudad balnearia Mar del Plata.La muestra estuvo conformada por más de 30 obras realizadas en los últimos años, entre esculturas, grabados y textiles en un cuidadoso trabajo de curaduría.El título de esta muestra, alude a la situación global de nuestra época que puede mejorar a través del intercambio creativo.La exhibición fue parte de un incentivo para el turismo según el ente oficial de turismo de la ciudad marítima.Según el sitio web NoticiasMDQ, "Hoy, en tiempos de guerra, la obra de DoDoU atraviesa la transición de la paz a la desintegración, pero con la esperanza de hacernos reflexionar sobre la evolución del ser humano y el paso del tiempo que modifica la perspectiva de cómo somos. Transición sumerge al espectador en diversos estados pasados, presentes o futuros, quizás algunos antiguos como nuestro origen, pero también otros en los que vislumbramos el cambio".La exposición contó con una gran concurrencia de público.El portal Mar del Plata Web afirmó sobre el contenido de dicha exposición:

"Usando un lenguaje claro y universal, el arte de DoDoU abarca más de dos décadas de trabajo, comprendiendo obras al óleo, acrílico, grabados, relieves, y principalmente esculturas de tiza, carbonilla, acrílico y madera como las que se pueden observar en la presente exposición. En su producción escultórica encontramos conjuntos y series que conviven a lo largo de los años, empleando una escala diminuta, pero con detalles acabados prolijamente que hablan de un lenguaje sintético lleno de energía, una tensión y distensión de luces y sombras que atraviesan los espacios a lo largo y a lo ancho de cada repetición estructural."
Mardelplataweb, 20 de abril de 2022

Ese mismo año, expone en Inglaterra diversas obras seleccionadas para una exhibición colectiva en la London Bridge Gallery en el centro de Londres.Sus obras forman parte de distintas colecciones privadas nacionales e internacionales.

### Audiovisual
Algunas de sus obras han formado parte de proyectos audiovisuales como el cortometraje Out of Mind (2021).Su obra Arcos de luz forma parte de la serie televisiva El mejor infarto de mi vida (2025) estrenada en Disney+.La serie fue filmada por Pampa Film y Tandem Films para The Walt Disney Company en distintas localizaciones de Argentina, España y Uruguay.

## Premios y Exhibiciones
En 2019, su primera exhibición individual y retrospectiva titulada Universo DoDoU tuvo lugar en el barrio porteño de La Bocaen la ciudad de Buenos Aires. En 2020, su obra Disperso fue una de las 31 seleccionadas en el V Certamen Artístico Internacional Askatasunarte Seamos Refugio.En dicho certamen obtuvo el Tercer Premio de escultura en España.En el mismo año, tenía prevista una exposición en la Fundación OSDE, pospuesta producto de la pandemia. Su obra Quijano / Quijote participó de la muestra Secretos de Almohada organizada por el Centro Argentino de Arte Textil en Buenos Aires (2020) y en el V Encuentro de Arte Textil en Zaragoza Hilaku Equilibrio (2021).
En 2022, durante la semana del jubileo de platino que conmemoró los 70 años de reinado de Isabel II, sus obras fueron exhibidas en Londres para participar de la Contemporary Third Edition en una galería del Tower Bridge Área en un evento que participaron artistas de todo el mundo. Su última exposición titulada Transición presentó sus últimas creaciones y obras de años anteriores que nunca se habían exhibido anteriormente en la ciudad de Mar del Plata. Dicha exposición contó con gran convocatoria de medios locales y público.

## Obras Selectas
DoDoU lleva realizadas cientos de obras a lo largo de su carrera, entre producciones escultóricas, pinturas, grabados, relieves, textiles, y bocetos de proyectos de mediana y gran escala. Muchas de sus obras se encuentran en colecciones privadas y galerías de Argentina. A continuación, una selección de sus obras exhibidas: 
- Guardián
- Uno
- Mujer y Hombre
- Vacío
- Clan I
- Evolución
- Emergente
- Ser Humano
- Arcos de Luz (Incluida en la serie televisiva El mejor infarto de mi vida disponible en Disney+)
- Agujero Negro
- Sunset
- Moonlight
- Supernova
- Fémina
- Fémina II
- Paz
- Universo (Obra que da nombre a su primera exposición)
- Valley
- Afloat
- QUIJANO / QUIJOTE (Seleccionada en CAAT y en Hilaku Equilibrio)
- Expansión
- Espiral
- Transición (Obra que da nombre a su exposición en Mar del Plata)
- Bandera
- Mando
- Guarida
- Disperso (Tercer Premio de Escultura)